# Advokátní tarif
Advokátní tarif je zkrácený název vyhlášky Ministerstva spravedlnosti č. 177/1996 Sb., o odměnách advokátů a náhradách advokátů za poskytování právních služeb (advokátní tarif). Tato vyhláška reguluje smluvní i mimosmluvní odměny, které náleží advokátům při poskytování jejich právních služeb, stejně jako náhrady jejich hotových výdajů a náhrady za promeškaný čas.
Advokátní tarif je obecným právním předpisem, v případě zastupování v občanském soudním řízení platila až do 7. května 2013 přednostně speciální vyhláška č. 484/2000 Sb., tzv. přísudková, kterou se stanovila paušální sazby výše odměny za zastupování účastníka advokátem nebo notářem při rozhodování o náhradě nákladů v občanském soudním řízení a která byla zrušena nálezem Ústavního soudu sp. zn. Pl. ÚS 25/12, č. 116/2013 Sb. Poté advokátní tarif opět platí pro všechna soudní řízení.

## Obsah vyhlášky
Advokátní tarif se člení na šest částí:
1. Obecná ustanovení – Především stanoví, že odměna advokáta za právní služby se řídí podle smlouvy s klientem. Teprve není-li takové smlouvy, je odměna vypočítána podle této vyhlášky. Zároveň je stanoveno, že pokud dojde v soudním nebo jiném řízení k přiznání náhrady nákladů tohoto řízení, jsou vypočítány vždy podle této vyhlášky, i kdyby měla být odměna advokáta podle smlouvy vyšší. Na to je však advokát povinen vždy svého klienta upozornit.
2. Odměna advokáta – Odměna advokáta tedy může být buď smluvní, nebo mimosmluvní. Ke smluvní odměně vyhláška pouze určuje, že může být stanovena podle počtu započatých hodin poskytování právních služeb, ale i jinak. Může být také dohodnut jen její počáteční odhad a později může být upřesněna. Mimosmluvní odměna se určuje podle počtu „úkonů právní služby“, které v dané věci advokát učiní a které vyhláška definuje (např. převzetí zastupování, porada s klientem, jednotlivé podání k soudu, studium spisu, sepsání právního rozboru apod.). Za jeden úkon právní služby je stanovena sazba, která se odvíjí od výše pohledávky či ceny věci nebo práva, o které v dané věci jde, a to včetně jejího příslušenství. Nejnižší sazba za jeden úkon právní služby je 300 Kč, jde-li o výši do 500 Kč, nejvyšší je pak 48 300 Kč a 40 Kč za každých započatých 100 000 Kč, o které hodnota převyšuje 10 000 000 Kč. Vyhláška také stanoví určité výjimky při výpočtu odměny ve specifických záležitostech, stejně jako umožňuje v mimořádně složitých případech odměnu zvýšit až na trojnásobek, či ji naopak snížit.
3. Náhrada hotových výdajů a náhrada za promeškaný čas – Kromě odměny advokátu náleží i náhrada hotových výdajů, jako jsou soudní a jiné poplatky, kopie, posudky, cestovní výdaje, poštovné a telekomunikační poplatky. Jestliže se s klientem nedohodne jinak, náleží mu paušální náhrada ve výši 300 Kč za jeden úkon právní služby. Taktéž mu náleží náhrada za promeškaný čas mimo jeho sídlo či za zpoždění jednání soudu, a to 100 Kč za každou i jen započatou půlhodinu, ledaže se opět s klientem dohodne jinak.
4. Osvědčení o registraci plátce daně z přidané hodnoty – Aby byla advokátu přiznána i náhrada za odvedenou daň z přidané hodnoty, musí soudu či jinému orgánu předložit osvědčení o své registraci plátce této daně.
5. Zvláštní ustanovení o náhradě nákladů řízení – Platí pro tzv. formulářové spory do 50 000 Kč
6. Ustanovení přechodná a závěrečná